# Desna (insediamento rurale)
Desna (in ucraino Десна?) è un insediamento rurale ucraino (6910 abitanti) nel distretto di Černihiv, nell'oblast' di Černihiv. Ospita l'amministrazione della comunità territoriale di Desna, una delle comunità territoriali dell'Ucraina.
Fino al 18 luglio 2020 Desna apparteneva al distretto di Kozelec'. Il distretto è stato abolito nel luglio 2020 come parte della riforma amministrativa dell'Ucraina, che ha ridotto a cinque il numero dei distretti dell'oblast' di Černihiv. L'area del distretto di Kozelec' è stata fusa nel distretto di Černihiv.
Fino al 26 gennaio 2024 Desna era classificata come insediamento di tipo urbano. Da tale data è entrata in vigore una nuova legge che ha abolito questo status e Desna è stata riclassificata come insediamento rurale.